# غرانت (ميزوري)
غرانت هي واحدة من اثني عشر بلدة في مقاطعة كالدويل التابعة لولاية ميزوري في الولايات المتحدة الأمريكية. حسب تعداد الولايات المتحدة 2000 كان عدد سكانها 1,224 نسمة.
تأسست البلدة في عام 1870 وسميت باسم يوليسيس جرانت الرئيس الثامن عشر للولايات المتحدة.

## الجغرافيا
تغطي بلدة غرانت مساحة تقدر ب36.15 ميل مربع (93.6 كـم2) وتحتوي على مستوطنة مدمجة واحدة: بولو. وتحتوي على خمسة مقابر: ديكسون ودونكارد وإستس ووايلي وزيمرمان.

## وصلات خارجية
- US-Counties.com
- City-Data.com